# MasterGear
MasterGear es un emulador de las videoconsolas Sega SG-1000, SC-3000, SF-7000, Sega Mark III, Sega Master System y Sega Game Gear, desarrollado por Marat Fayzullin. Comenzó a desarrollarlo en 1996, tras haber desarrollado el emulador fMSX y conseguir una documentación sobre las consolas de Sega y comprobar que el hardware era muy similar.
Como todos los emuladores del autor, está desarrollado en C portable, lo que facilita mucho portar sus emuladores a cualquier plataforma hardware donde exista un compilador de C. Sus emuladores, y sobre todo el núcleo de emulación Z80 ha sido utilizado como base de otros muchos emuladores.
El autor comercializa las versiones de Microsoft Windows, MS-DOS (incluida en la anterior) y Symbian OS (a un precio desde 19,99 dólares) con una política de actualizaciones de por vida. Además licencia el emulador a fabricantes de hardware, habiendo sido utilizado para dotar a varios reproductores DVD e la capacidad de ofrecer juegos Sega.
El resto de las versiones desarrolladas pro el autor se liberan como binarios bajo licencia freeware. Pese a no distribuir el código fuente, no tiene inconveniente en facilitarlo a quien le proponga portarlo a otra plataforma o usarlo de base de un nuevo emulador si el proyecto es de su agrado. 

## Prestaciones
- Hardware : emula la CPU Zilog Z80, el VDP de las Master System y Game Gear, el Texas Instruments TMS9918 de las SG1000/SC3000, el chip de sonido Texas Instruments SN76489 y el Yamaha YM2413 de las Mark III/Master System japonesas, los 32 Kilobytes de la SC3000 y los 8 Kilobytes de las Master System y Game Gear, los 16 KB de VRAM, el teclado del SC3000 y el accesorio de la SG-1000, y la unidad de disquete de la SF7000
- Cartuchos : soporta el banqueo de memoria estándar y el utilizado por Codemasters, la RAM en los cartuchos y la RAM baterizada, la EEPROM Serial 93C46 (presente en varios cartuchos Game Gear), la localización japonés/inglés y el diferencia entre ROMs de Game Gear y del resto de equipos.
- Otros : permite guardar y restaurar el estado del emulador, soporte para ROMs comprimidas en GZIP, exportar las músicas en formato MIDI, depurador, simulación de scanlines, interpolación (Windows, MSDOS, Symbian OS), multijugador en red ((Windows, Symbian OS), etc.

## Versiones

### Realizados por Marat
- MasterGear para MS-DOS / Microsoft Windows
- MasterGear para Symbian OS (Nokia S60 3rd Edition / Sony Ericsson UIQ3)
- MasterGear Linux para Ubuntu Linux en X11 a 16bpp y 32bpp
- MasterGear Maemo para Nokia N800/N810
- MasterGear 2.0 para FreeBSD x86
- MasterGear 2.0 Linux para x86 (Red Hat)
- MasterGear 1.3 OSF/1 para DEC Alpha
- MasterGear 2.0 Solaris para Sun SPARC
- MasterGear 1.2 SunOS para Sun SPARC

### Realizados por terceros
- MorphGear es una plataforma de emulación para PocketPC, desarrollada por Aaron Oneal, que comenzó portando cuatro emuladores de Marat (iNES, Virtual GameBoy, Virtual GameBoy Advance y MasterGear) y acabó integrándolos como una plataforma sobre la que los emuladores se insertaban como plugins. Tras abandonar el soporte de los emuladores, Marat lo continúa.

- MasterGear Macintosh v 1.4 para Apple Macintosh de John Stiles
- MasterGear PocketPC de Panutat Tejasen
- MasterGear Acorn v1.33 de David McEwen (9/1/99) para Acorn Archimedes / Risc PC
- Master Gear/2 v 1.30 (7 de octubre de 2000) para OS/2 de Darrell Spice Jr.
- MasterGear 1.0b6 para BeOS de Brian Verre
- MasterGear para PlayStation de Bero
- MasterGear para Nintendo 64 de Maxime Henrion
- MasterGear para NEC PC-9801/9821 de Bero
- MasterGear para FM Towns

- Datos: Q6005552